# Pilktjärnen (Stöde socken, Medelpad)
Pilktjärnen är en sjö i Sundsvalls kommun i Medelpad och ingår i Harmångersåns huvudavrinningsområde.